# باغبانی شهری

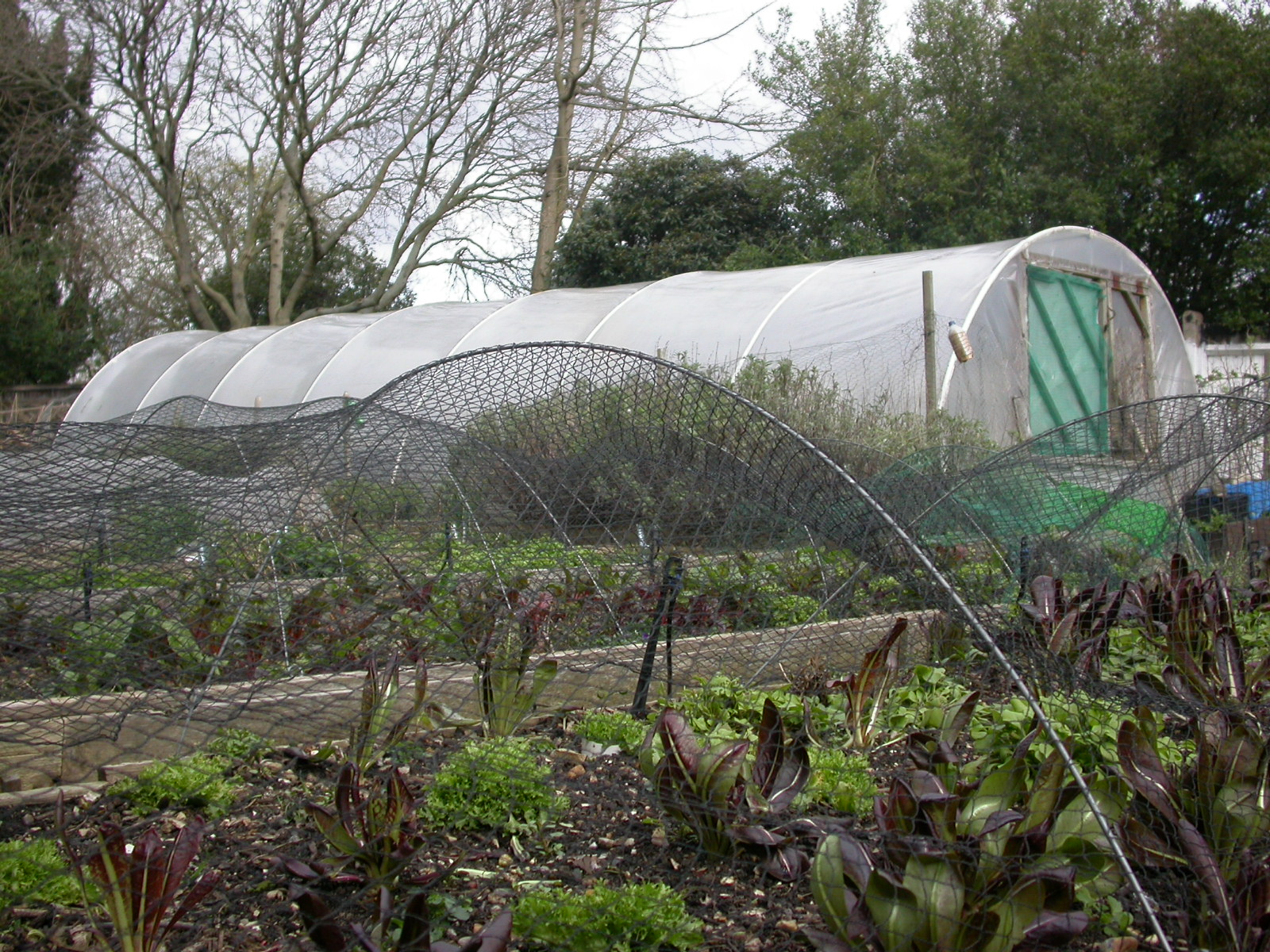
کشت سالاد کاهو در قطعه شهری جوامع رو به رشد، در پارک اسپرینگفیلد، کلاپتون، شمال لندن

باغبانی علم و هنر پرورش میوه و سبزیجات و همچنین گل یا گیاهان زینتی است. باغبانی شهری (به انگلیسی: Urban horticulture)، به‌طور خاص مطالعه رابطه بین گیاهان و محیط شهری است. این موضوع بر استفاده کاربردی از باغبانی به منظور حفظ و بهبود منطقه شهری پیرامون آن تمرکز دارد. با گسترش شهرها و شهرنشینی سریع، این رشته تحصیلی گسترده و پیچیده‌است و مطالعات آن به تازگی شتاب بیشتری گرفته‌است. این موضوع رابطه انکارناپذیری با باغبانی تولیدی دارد، زیرا میوه‌ها، سبزیجات و سایر گیاهان برای اهداف برداشت، زیبایی‌شناختی، معماری، تفریحی و روانی کشت می‌شوند، اما بسیار فراتر از این فواید است. ارزش گیاهان در محیط شهری هنوز به‌طور کامل پژوهش یا کمی نشده‌است.

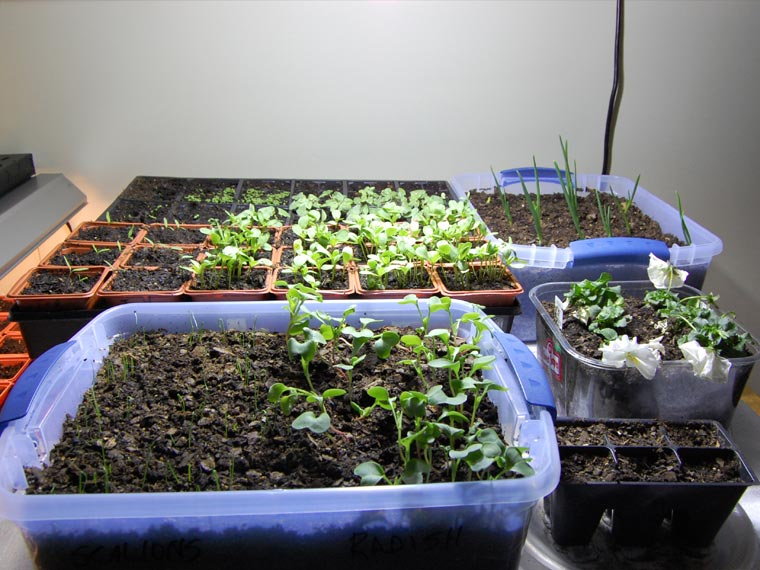
انواع گل‌ها و سبزیجات که در زیر لامپ‌های متال‌هالید رشد می‌کنند

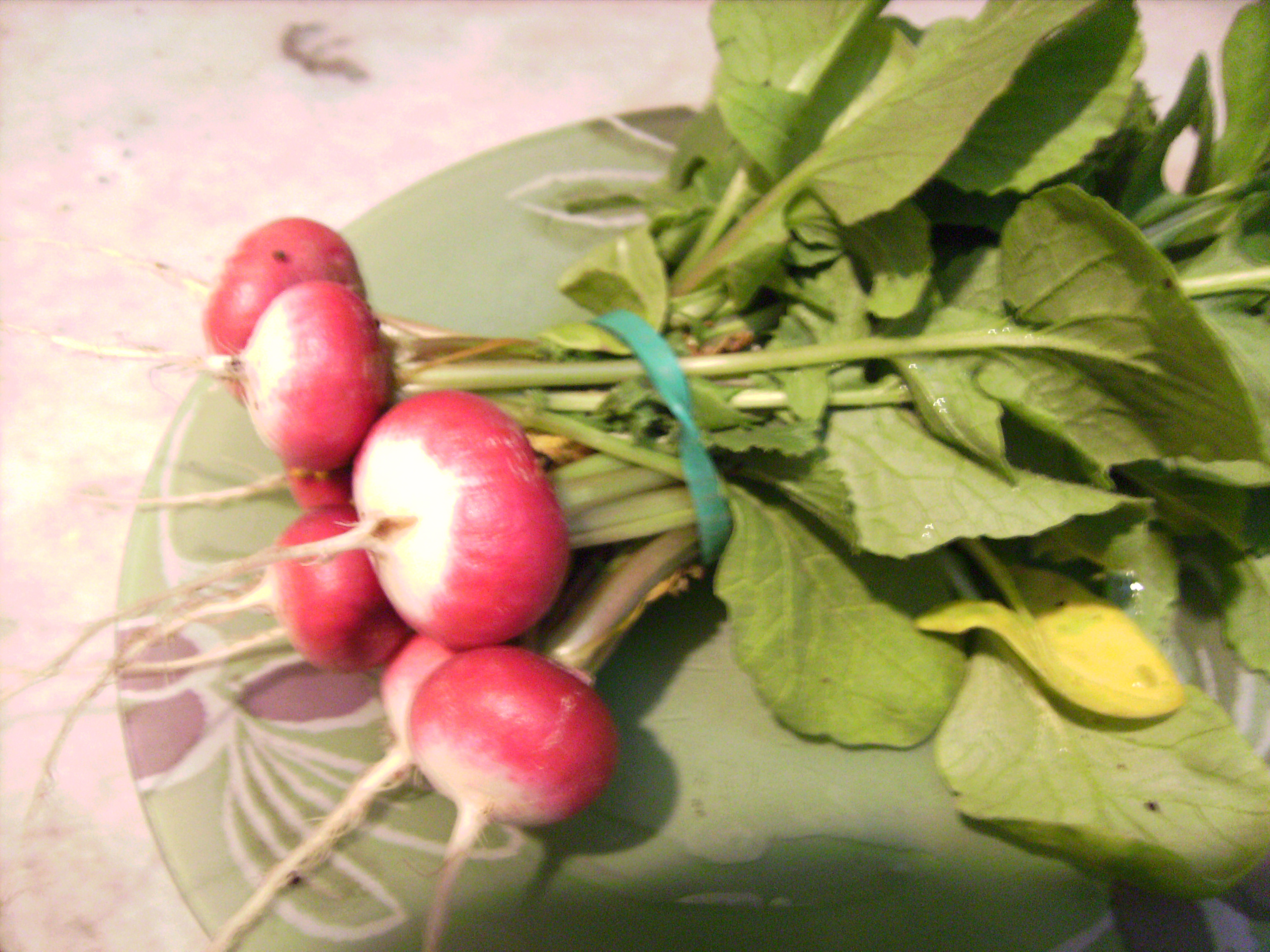
تربچه کوچکی که در بالکن در شهر بارسلون رشد می‌کند